# Zeit-Temperatur-Indikatoren
Zeit-Temperatur-Indikatoren (engl. Time Temperature Indicators, kurz TTI) sind intelligente Indikatoren, die auf Lebensmittelverpackungen angebracht werden und das Ende der Haltbarkeit der Lebensmittel visuell darstellen sollen. Der Nutzen liegt darin, dass damit Unterbrechungen der Kühlkette und die Gefahr einer nachteiligen Beeinflussung sichtbar gemacht werden können.

## Funktionsprinzip
Das Prinzip der Indikatoren beruht auf temperatur- und zeitabhängigen photochromen, enzymatischen, physikalischen oder mikrobiologischen Reaktionen. Das Reaktionsverhalten  wird durch Farbänderungen oder Farbverläufe angezeigt. Hohe Temperaturen bewirken schnelle Veränderungen, niedrige Temperaturen dagegen entsprechend langsamere Veränderungen.
Siehe hierzu auch: Frische-Indikator

## Nutzen
Der Einsatz von TTIs in die Verpackung von Lebensmitteln bringt zahlreiche Vorteile: Lieferanten bieten TTIS die Möglichkeit, den jeweiligen Kunden die korrekte Handhabung des angelieferten Produkts bezüglich der Lagerungs- und Transporttemperatur  zu demonstrieren. In der Wareneingangskontrolle liefern TTIs ergänzende Informationen, um die Frische und Qualität bzw. die noch verbleibende Haltbarkeit der angelieferten Ware anhand der Farbe zu beurteilen. Hier können entsprechende Haltbarkeitsmodelle unterstützen. Dadurch kann das FIFO-Prinzip (First In, First Out) der Lagerhaltung durch das LSFO-Prinzip (Least Shelf Life, First out) abgelöst werden. TTIs stellen weiterhin eine wertvolle Hilfe für den Verbraucher dar, um den Frischezustand des Produktes beurteilen zu können. Auch im Rahmen von HACCP-Konzepten können die Indikatoren als spezifisches Hilfsmittel zur Überwachung von bestimmten temperaturabhängigen Prozessen eingesetzt werden.

### Verbraucherschutz
Der Farbton des Zeit-Temperatur-Indikators soll den Endverbraucher erkennen lassen, wie lange die Resthaltbarkeit der Produkte wirklich ist, die er im Einzelhandel kaufen will, und wie lange er sie lagern kann, ehe die Gefahr des Verderbs entsteht.

### Verminderung von Abfall
In Großbritannien werden nach den Zahlen des WRAP (Waste & Resources Action Programme) jedes Jahr mehr als 30 % aller Lebensmittel unverbraucht vernichtet. Ein großer Teil dieser Verluste ist auf Unterbrechungen der Kühlkette zurückzuführen. Durch die mit der Einführung von Zeit-Temperatur-Indikatoren verbundenen Verbesserung wird erwartet, dass man diesen Anteil signifikant senken kann.

### Verminderung von Krankheiten
Jedes Jahr erkranken laut Weltgesundheitsorganisation in den USA 725.000 Personen an lebensmittelbedingten Erkrankungen, wovon dann mehr als 5.000 Menschen sterben. Einer der Gründe für diese Erkrankungen ist der Konsum von Lebensmitteln, die gemäß Mindesthaltbarkeitsdatum noch genießbar gewesen wären, wegen Temperaturmissbräuchen aber bereits verdorben waren. Durch den Einsatz von Zeit-Temperatur-Indikatoren kann verhindert werden, dass verdorbene Lebensmittel noch konsumiert werden, da der Konsument direkt, anhand der visuellen Indikation erkennen kann, ob ein Produkt noch frisch ist.

## Gesetzliche Grundlage
In den meisten Ländern sind das Mindesthaltbarkeitsdatum und das Verbrauchsdatum die wichtigsten Instrumente, wenn es um die Darstellung der Haltbarkeit von Lebensmittel geht. In den USA sind gesetzliche Regelungen durch die FDA (Federal Drug and Food Administration) vorhanden, die den Einsatz von Zeit-Temperatur-Indikatoren auf bestimmten Fischprodukten und Meeresfrüchten vorschreiben.

## Wissenschaftliche Basis
Zeit-Temperatur-Indikatoren werden extensiv wissenschaftlich untersucht, unter anderem in einem abgeschlossenen EU-Projekt unter dem Namen „Freshlabel“, an welchem diverse Partner teilgenommen haben (Cold Chain Management Group, Universität Bonn, Institut VTT, ttz Bremerhaven, Bundesverband der Deutschen Fleischwarenindustrie und diverse weitere Partner).